# Aeroporto Internacional de Košice
O Aeroporto Internacional de Košice (em eslovaco: Medzinárodné letisko Košice) (IATA: KSC, ICAO: LZKZ) é um aeroporto internacional que serve a cidade de Košice, na Eslováquia.